# 韓國陸軍第3步兵師

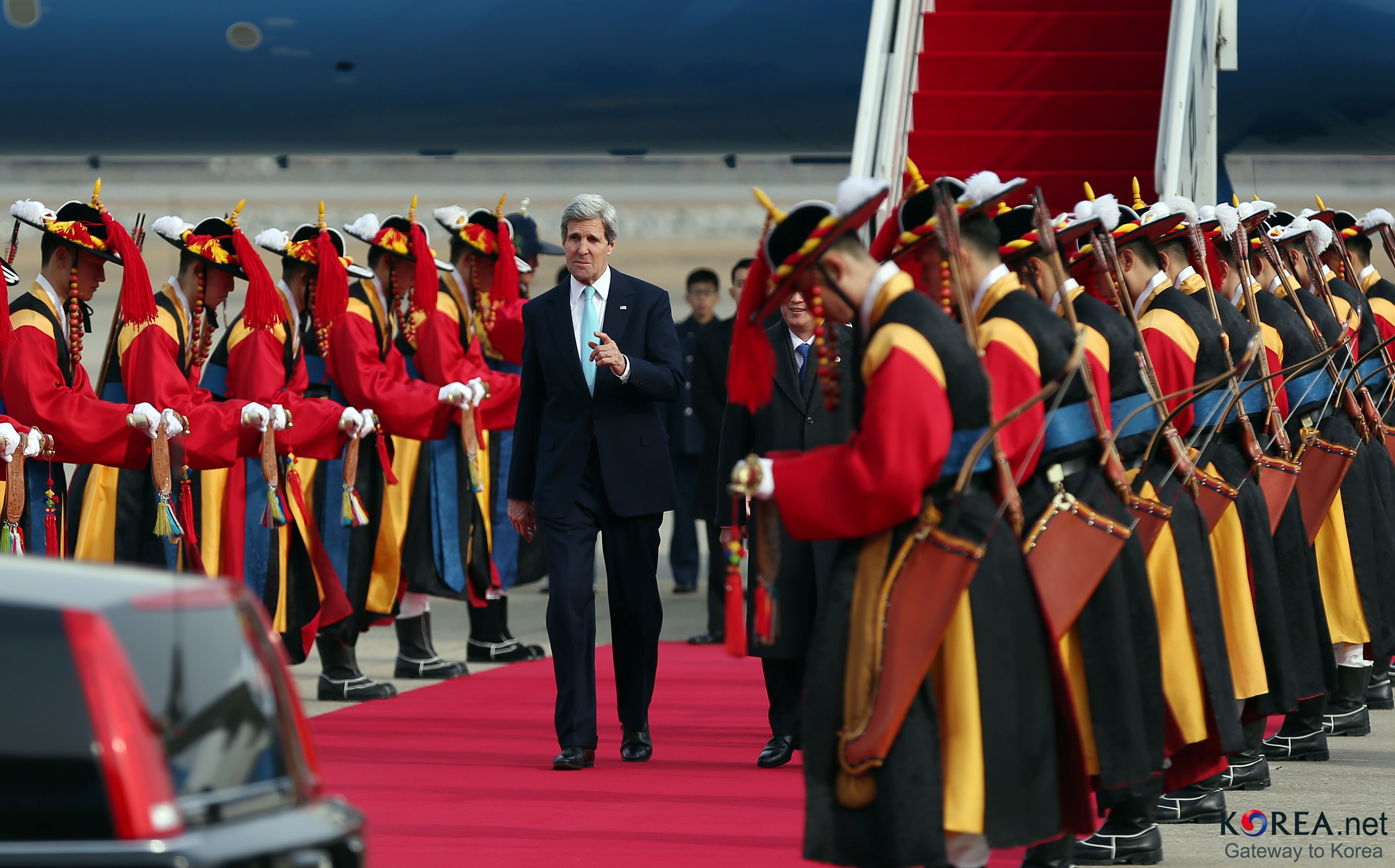
身着传统服饰的第3步兵師部队

韓國第3步兵師（韓語：제3보병사단／第三步兵師團）是韩国陆军下属的部队，自称“白骨部隊”（백골부대），创建于1949年，曾参与闻庆平民屠杀事件。1991年，在韩国总统卢泰愚访问美国后，该師设立了身着传统服饰的仪仗队，常在景福宫外举行欢迎外宾的仪式。
上級管轄部隊：第5軍團 
下屬部隊：第18步兵旅團、第22步兵旅團、第23步兵旅團 駐紮地點：江原道 鐵原郡 
職責：負責江原道鐵原郡的偵查、防衛工作；負責前線中部警戒工作
成立時間：1947年12月1日 
現任師團長：樸振熙 少將 陸軍第三士官學校第29期 

## 所属部队
- 第18步兵团（18보병연대）
- 第22步兵团（22보병연대）
- 第23步兵团（23보병연대）